# Saison 2018-2019 de l'Everton FC
Maillots
Chronologie
Saison précédente Saison suivante
La saison 2018-2019 de l'Everton FC est la 141e saison de l'histoire du club. Le club est en compétition pour le Championnat d'Angleterre, la Coupe d'Angleterre et la Coupe de la Ligue anglaise.

## Transferts

### Transferts estivaux
| Nom               | Nationalité | Poste     | Transfert                 | Provenance/Destination | Division           |
| ----------------- | ----------- | --------- | ------------------------- | ---------------------- | ------------------ |
| Arrivée           |             |           |                           |                        |                    |
| Richarlison       | Brésil      | Attaquant | Transfert (45 millions €) | Watford FC             | Premier League     |
| Yerry Mina        | Colombie    | Défenseur | Transfert (30 millions €) | FC Barcelone           | LaLiga             |
| Lucas Digne       | France      | Défenseur | Transfert (20 millions €) | FC Barcelone           | LaLiga             |
| Bernard           | Brésil      | Attaquant | Transfert (libre)         | Chakhtar Donetsk       | Premier-Liga       |
| André Gomes       | Portugal    | Milieu    | Prêt                      | FC Barcelone           | LaLiga             |
| Luke Garbutt      | Angleterre  | Défenseur | Retour de prêt            | Oxford United          | League One         |
| Ademola Lookman   | Angleterre  | Attaquant | Retour de prêt            | RB Leipzig             | Bundesliga         |
| Sandro Ramirez    | Espagne     | Attaquant | Retour de prêt            | Séville FC             | Liga               |
| Kevin Mirallas    | Belgique    | Attaquant | Retour de prêt            | Olympiakos             | Super League       |
| Henry Onyekuru    | Nigeria     | Attaquant | Retour de prêt            | RSC Anderlecht         | Jupiler Pro League |
| Départs           |             |           |                           |                        |                    |
| Davy Klaassen     | Pays-Bas    | Milieu    | Transfert (13 millions €) | Werder Brême           | 1. Bundesliga      |
| Ramiro Funes Mori | Espagne     | Défenseur | Transfert (9 millions €)  | Villarreal CF          | LaLiga             |
| Conor Grant       | Angleterre  | Milieu    | Transfert                 | Plymouth Argyle        | League One         |
| Luke Garbutt      | Angleterre  | Défenseur | Prêt                      | Oxford United          | League One         |
| Wayne Rooney      | Angleterre  | Attaquant | Transfert                 | DC United              | MLS                |
| David Henen       | Belgique    | Attaquant | Fin de contrat            | Inconnu                | Inconnu            |
| Joel Robles       | Espagne     | Attaquant | Fin de contrat            | Inconnu                | Inconnu            |